# 売れッッコ!!
『売れッッコ!!』（うれッッコ!!）は、清水まみによる日本の漫画作品。『少女コミック』（小学館）で2008年1号まで連載された。

## あらすじ
玉屋ヒカルは、ひょんなことから芸能プロダクション社長の幼なじみの赤子と再会し、ヒカルはアイドルを目指すことになるが……。

## 登場人物
米原赤子
芸能プロダクション社長で、玉屋ヒカルとは幼なじみで初恋の人。IQ180。
玉屋飛駆
赤子から芸能プロダクションに勧誘された。
ジュンギ
赤子がスカウトしてきた韓国の男の子。
大阪むつき
赤子がスカウトしてきた。元やくざで、メガネが似合うが、実はハゲである。